# Хајнбург
Хајнбург (њем. Hainburg) општина је у њемачкој савезној држави Хесен. Једно је од 13 општинских средишта округа Офенбах. Према процјени из 2010. у општини је живјело 14.528 становника. Посједује регионалну шифру (AGS) 6438004.

## Географски и демографски подаци
Хајнбург се налази у савезној држави Хесен у округу Офенбах. Општина се налази на надморској висини од 90 метара. Површина општине износи 16,0 km². У самом мјесту је, према процјени из 2010. године, живјело 14.528 становника. Просјечна густина становништва износи 911 становника/km².

## Међународна сарадња
| Мјесто     | Држава    | Врста сарадње | Од    |
| ---------- | --------- | ------------- | ----- |
| Рец        | Аустрија  | партнерство   | 1975. |
| Алберндорф | Аустрија  | партнерство   | 1972. |
|            | Француска | партнерство   | 1962. |
| Трумау     | Аустрија  | партнерство   | 1975. |
| Извор      |           |               |       |